# Церква Різдва Богородиці (Харківці)
Церква Різдва Богородиці — дерев'яна церква в селі Харківці Гадяцького району Полтавської області.

## Історичні відомості
Дата спорудження першої дерев'яної церкви на честь Різдва Пресвятої Богородиці в с. Харківці Гадяцького полку (тепер Гадяцький р-н) не встановлена. Існувала вона до 1779 р. і була розібрана у зв'язку зі спорудженням нової. Новий храм поряд зі старим був зведений клопотанням священика Іоанна Кудринського на кошти поміщика, відставного полкового осавула Михайла Навроцького у 1780 р. Існував він до 1889 р. коли звели нову, дерев'яну, на мурованому цоколі, з прибудованою дзвіницею церкву.
4.07.1922 р. органами радянської влади було зареєстровано статут і списки членів релігійної громади.
У 1930-х pp., коли церква використовувалася як складське приміщення, бокові входи були ліквідовані. У середині 1990-х pp. після відновлення діяльності релігійної громади вони не відновлювалися. У процесі ремонтно-реставраційних робіт були змінені завершення на дзвіниці та храмові, але не зважаючи на зміни споруда донині залишається цікавим прикладом храмової дерев'яної архітектури другої половини XIX ст.

## Опис
Будівля храму - дерев'яна, п'ятидольна, одноверха споруда на мурованому цоколі з прибудованою дзвіницею. До центральної, квадратної в плані, дільниці прибудовані прямокутні приділи. Східний - вівтарна частина, південний і північний - мали бокові входи, що завершувалися фронтонами, до західного прибудована квадратна в плані двоярусна дзвіниця, перший ярус якої слугував головним ходом до храму та з трьох сторін прикрашався трикутними фронтонами. Другий - дзвоновий ярус, восьмигранний у плані, з яких чотири грані мають великі віконні прорізи, орієнтовані по сторонах світу, щоб звук від дзвонів розповсюджувався якнайдалі. Вікна прикрашені кілеподібними наличниками, а стіни, в які вони вставлені, трикутними фронтонами. Дзвіниця має восьмигранне наметове покриття з шоломоподібною маківкою та хрестом.
Над центральною дільницею вставлений восьмигранний світловий барабан, площини якого мали великі вікна з лучковим завершенням і кілеподібними наличниками. Стіни завершувалися трикутними фронтонами. Світловий барабан мав восьмигранне наметове покриття з шоломоподібною маківкою та хрестом. Стіни першого ярусу мають досить великі вікна з трапецієподібним завершенням, фігурні наличники з трикутними фронтонами. Обшивка стін має горизонтальне членування, а вугли оброблені пілястрами з канелюрами.

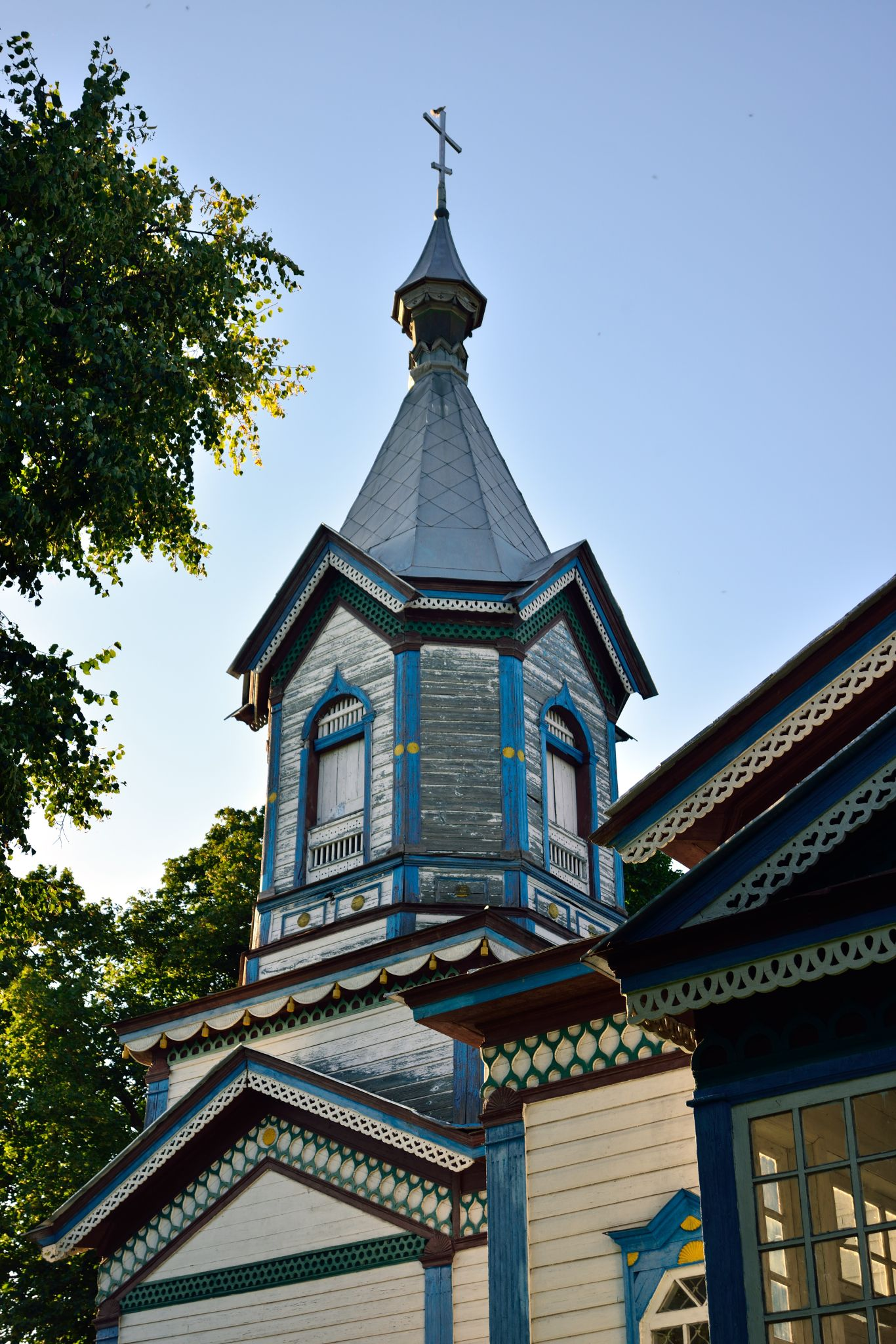
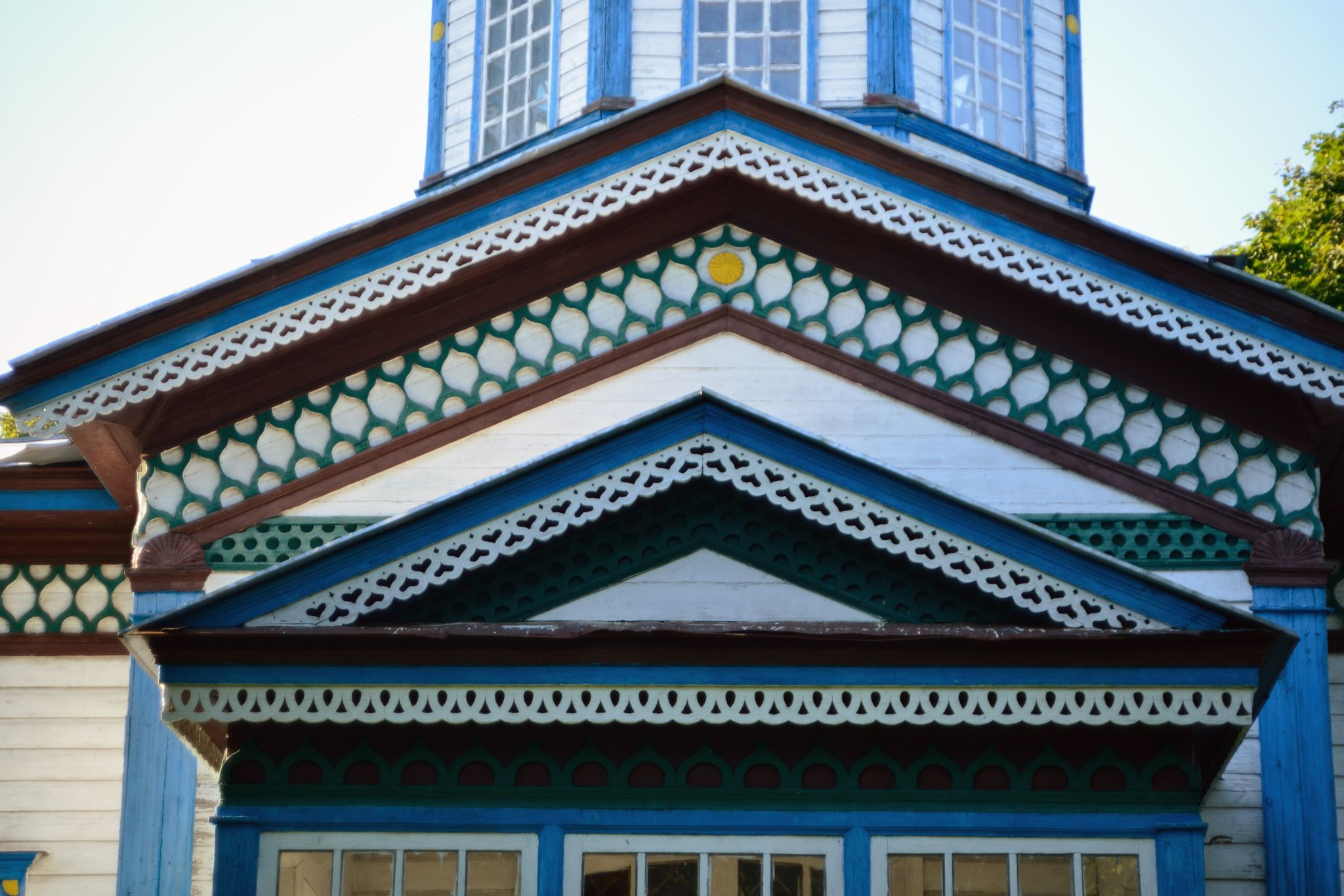
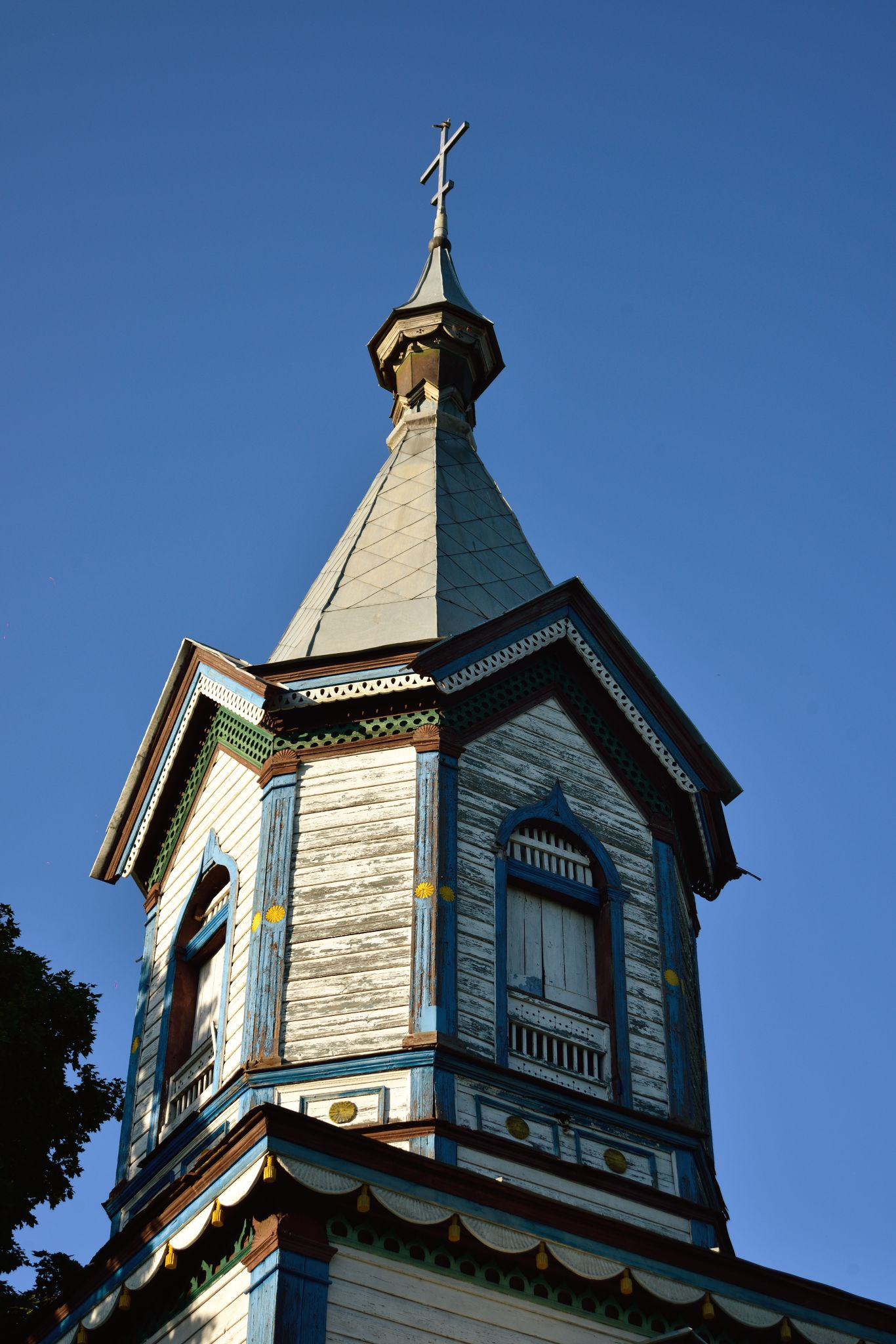

## Сучасність
У новітній час релігійна громада була утворена як громада Української Православної Церкви Московського Патріархату. Зареєстрована органами державної влади 19.02.1993 р. за № 72. Для релігійних відправ використовує культову споруду.
Із священиків відомі: Іоан Кудринський (1780), ієрей Роман Височанський (2008); церковних старост: ієрей Роман Височанський (2008).У 2008р було пофарбовано фасад (на фото видно) івстановленно іконостас. Частково зробленно внутрішній ремонт,та ремонт церковного будинку. Молодий священик пробув на парафії один рік,але встиг зробити багато для громади та храму.